# 蘭嶼田薯
蘭嶼田薯（学名：Dioscorea cumingii）为薯蕷科薯蕷屬下的一个种。

## 扩展阅读
- 維基物種上的相關：蘭嶼田薯